# آزمایش تثبیت لاتکس
آزمایش تثبیت لاتکس، که به آن سنجش یا آزمایش لاتکس آگلوتیناسیون نیز گفته می‌شود، سنجشی است که از نظر بالینی در شناسایی و دسته‌بندی بسیاری از میکروارگانیسم‌های مهم مورد استفاده قرار می‌گیرد. در این آزمایش‌ها از آنتی‌ژن بیمار استفاده می‌شود. این واکنش زمانی اتفاق می‌افتد که بدن یک عامل بیماری‌زا را تشخیص داده و یک آنتی‌بادی خاص برای یک آنتی‌ژن مشخص (پیکربندی پروتئینی موجود در سطح عامل بیماری‌زا) ایجاد می‌کند.
نمونه‌های مورد نظر با دانه‌های لاتکسی که به آنتی‌بادی اختصاصی یا آنتی‌ژن متصل شده‌اند، مخلوط می‌شوند که در صورت وجود ماده مورد نظر دانه‌های لاتکس کنار هم جمع می‌شوند (آگلوتینه می‌شوند).